# Ščit i meč
Ščit i meč (Щит и меч) è un film del 1968 diretto da Vladimir Pavlovič Basov.